# Stadthalle Hannover
Stadthalle Hannover là một phòng hòa nhạc kiêm hội trường và là địa điểm tổ chức sự kiện ở Hannover, thủ phủ của bang Niedersachsen, Đức. Hội trường lớn của khu vực này được gọi là Kuppelsaal, đặt theo tên mái vòm của nó. Kuppelsaal  mở cửa vào năm 1914 và là phòng hòa nhạc cổ điển lớn nhất tính theo sức chứa ở Đức, với 3.600 chỗ ngồi. Trong Chiến tranh thế giới thứ hai, địa điểm này bị tàn phá nặng nề, nhưng sau đó đã được trùng tu lại. Phòng hòa nhạc này hiện là một phần của Trung tâm hội nghị Hannover. Nơi đây còn được xếp hạng là một cột mốc lịch sử của thành phố Hannover.

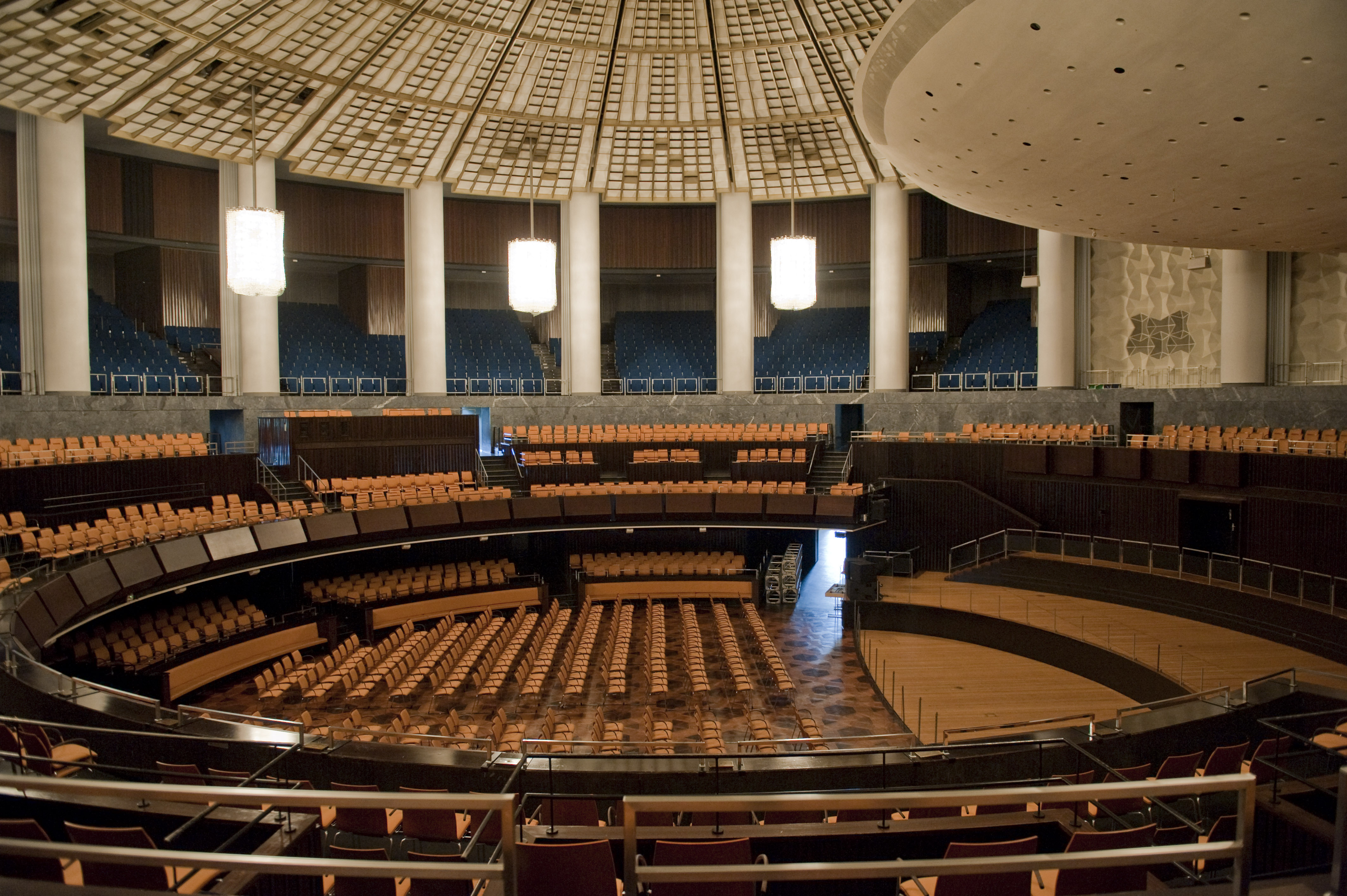
Bên trong hội trường lớn Kuppelsaal, hình chụp năm 2010

## Vị trí
Stadthalle Hannover tọa lạc ở quận Mitte, gần khu rừng Eilenriede và sân bóng đá Eilenriedestadion, ngay cạnh Công viên thành phố Hannover, xung quanh một vườn trà Nhật Bản và một vườn hồng. Có thể di chuyển đến nơi này thông qua hệ thống đường cao tốc Messeschnellweg bằng xe buýt.

## Lịch sử
Hội trường Kuppelsaal do kiến trúc sư Paul Bonatz đến từ Stuttgart và cộng sự Friedrich Eugen Scholer đồng thiết kế. Quá trình xây dựng bắt đầu từ năm 1912 và kết thúc vào năm 1914. Mái vòm của phòng hòa nhạc kiêm hội trường này được thiết kế theo phong cách tân cổ điển, lấy cảm hứng từ đền Pantheon ở Roma. Mục đích của việc xây dựng Kuppelsaal là biến nơi này thành một hội trường đa năng của thành phố Hannover, dùng cho việc tổ chức các buổi hòa nhạc và hội nghị. Với sức chứa 3.600 khán giả, bao gồm một bục biểu diễn dành cho 80 nhạc sĩ và từ 400 đến 600 ca sĩ, đây là phòng hòa nhạc cổ điển lớn nhất ở Đức tính theo sức chứa. Hội trường chính thức mở cửa vào năm 1914, theo sau là một lễ hội âm nhạc quy mô lớn, chứng tỏ không gian của Kuppelsaal rất to lớn và nguy nga, nhưng mặt khác, nó cũng bộc lộ một số vấn đề về âm thanh.
Trong chiến tranh thế giới thứ hai, Kuppelsaal bị tàn phá nặng nề do trúng bom. Sau đó thì nơi này đã được trùng tu lại với đôi chút thay đổi, dưới sự giám sát của kiến trúc sư tham gia thiết kế ban đầu là Paul Bonatz. Những thay đổi của hội trường này chủ yếu nằm ở phần mái vòm và tholobate. Sau khi bang Niedersachsen được thành lập vào năm 1946 và Hannover được chọn làm thành phố thủ phủ, Hội đồng Nghị viện bang này đã chọn Kuppelsaal làm nơi nhóm họp tạm thời từ năm 1947 cho đến khi tòa nhà Leineschloss hoàn thành vào năm 1961.
Từ năm 2015 đến tháng 1 năm 2016, Kuppelsaal một lần nữa được duy tu và sửa chữa. Quá trình duy tu này bao gồm hiện đại hóa thiết bị kỹ thuật, cải thiện chỗ ngồi của khán giả và nâng cao chất lượng hệ thống âm thanh.